# Don Taxay
Don Paul Taxay (né vers 1934 à Chicago) est un numismate et historien américain, connu pour les ouvrages de référence qu'il écrit et pour sa disparition au plus fort de sa carrière.

## Carrière en numismatique
Le premier ouvrage publié par Taxay est Counterfeit, Mis-Struck and unofficial U.S. Coins, en 1963, suivi de The U.S. Mint and Coinage en 1966 (que Gilroy Roberts qualifie de « traité le plus complet et le plus autorisé sur le sujet jamais écrit », An Illustrated History of U.S. Commemorative Coinage en 1967, Money of the American Indians en 1970, et Scott's Comprehensive Catalogue and Encyclopedia of United States Coins en 1971. Il est également conservateur du musée de la monnaie de la Chase Manhattan Bank d'avril 1964 à mai 1966. En 1974, il s'associe au numismate Harry Forman pour créer la société de vente de pièces de monnaie Forman, Taxay and Associates. Vers 1977, Taxay se retire de la société.

## Disparition
En 2005-2006, les membres de la liste de diffusion de la société de bibliomanie numismatique entreprennent un projet de recherche commun pour découvrir ce qui est arrivé à Taxay. Ils établissent que Taxay a été initié à la spiritualité indienne par Walter Breen, qu'il est devenu un Rajneeshee (en) et qu'il a émigré en Inde. L'historien Karl Moulton — dont le livre Henry Voigt and Others Involved in America's Early Coinage, paru en 2007, comprend un chapitre analysant l'historiographie de Taxay — suppose que Taxay a tenté de liquider tous ses biens afin de pouvoir faire don de sa fortune au Bhagwan Shree Rajneesh, et le décrit comme ayant subi un « lavage de cerveau et introuvable », concluant que le sort ultime de Taxay ne serait peut-être jamais connu.